# Итальянец в Америке
Итальянец в Америке (итал. Un italiano in America) — итальянская кинокомедия 1967 года режиссера Альберто Сорди, в главных ролях Альберто Сорди и Витторио Де Сика.

## Сюжет
Джузеппе Мароцци, работник заправки в провинции Витербо, считает что он сирота. Однако, неожиданно его посещает американец и приглашает бесплатно в Америку, где оказывается живет его отец — Ландо Мароцци, по прозвищу «Мандолине». Он деловой человек, один из многих итальянских иммигрантов, которым улыбнулась удача.